# Radnice v Pardubicích
Radnice v Pardubicích je neorenesanční budova  v Pardubicích na Pernštýnském náměstí č.p. 1. Byla postavena v letech 1893 až 1894 a je sídlem Magistrátu města Pardubic. Budova byla v roce 1987 zapsána do státního seznamu kulturních památek.

## Historie
Radnice byla na stejném místě již od roku 1759 (sádrový model pozdně barokního průčelí původní radnice se dochoval v městském muzeu). Tehdejší vedení města vedené snahou sjednotit do jedné budovy jak samosprávu a její organizace (městský úřad, městskou policii, městskou spořitelnu, muzeum nebo měšťanskou besedu), ale i o organizace podléhající ministerstvům, jako berní úřad a okresní soud, vypsalo architektonickou soutěž, ve které zvítězil návrh pražského architekta Jana Vejrycha. Nová budova radnice byla postavena na místě původní radnice a na parcelách dalších tří zbořených městských domů. Kvůli demolici původní barokní radnice i změně městského panoramatu byla v době vzniku předmětem kontroverzí.
V letech 2018 a 2019 proběhla rekonstrukce budovy, která v soutěži Památka roku 2019 získala 2. místo.

## Popis
Radnice je čtyřkřídlá dvoupatrová budova, která má hlavní, jižní průčelí situované do středu severní fronty Perštýnského náměstí. Toto průčelí je vystupujícími věžovitými jednoosovými rizality rozděleno do tří částí: střední část je pětiosá, krajní části jsou čtyřosé. Rizality jsou zakončeny věžemi, mezi nimi je štít nesoucí měděnou tepanou sochu rytíře Vojtěcha z Pernštejna, ztělesňujícího strážce města. Reliéfní a sochařská výzdoba průčelí je od sochaře Antonína Poppa. Nad okny prvního patra je osm medailonů zobrazujících české panovníky (Vratislav II., Přemysl Otakar II., Václav II., Karel IV., Václav IV., Jiří Poděbradský, Vladislav II., Rudolf II.). Mezi okny druhého patra jsou vyobrazeny alegorické postavy Nezištnosti, Přímosti, Poctivosti a Svornosti od malíře Karla Klusáčka. Proti hlavnímu vchodu do budovy dominuje Perštýnskému náměstí památný raně barokní Mariánský sloup.
Boční křídla budovy jsou kratší, devítiosá, a vytvářejí téměř čtvercový dvorek.
Severní křídlo má průčelí v ulici Pod Sklípky u Wernerova nábřeží, má 13 os s členěním obdobným jako jižní průčelí, ale výrazně jednodušší fasádou se sgrafitovým dekorem. Ve 2. patře jsou mezi okny postavy podle kartonů Mikoláše Alše.
Uvnitř jižního křídla je reprezentativní schodiště. V interiéru radnice je v západním křídle ve 2. poschodí Historický sál (s původním dřevěným táflováním, kazetovým stropem a výmalbou historickými obrazy). V jižním křídle je vpravo od vchodu Oddací síň, ve 2. poschodí východního křídla je umístěna Zasedací síň a pod ní je v 1. patře nově upravené foyer, kterým se po schodech vstupuje do Hudebního sálu.

## Galerie

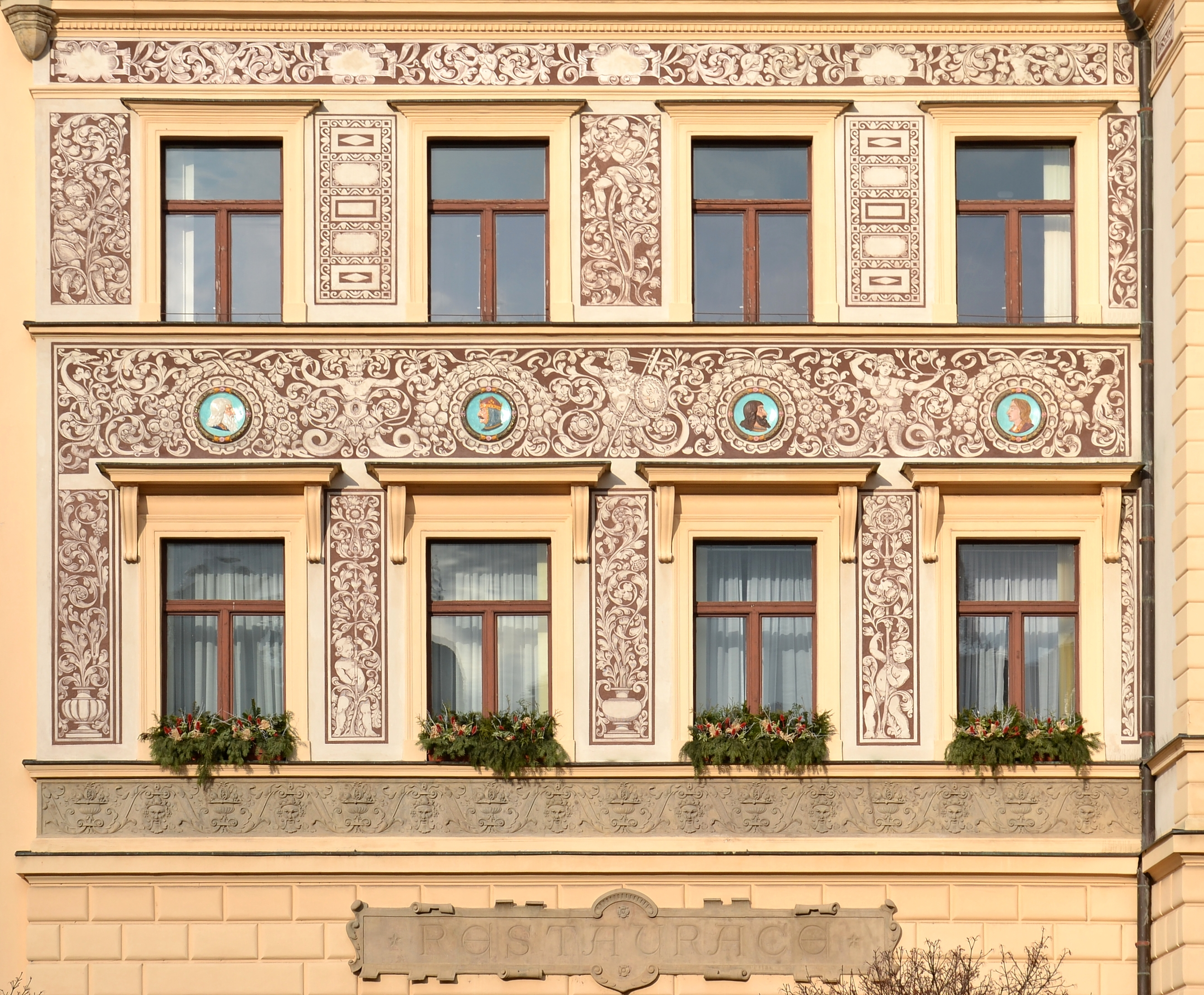
Hlavní průčelí, detail levé části
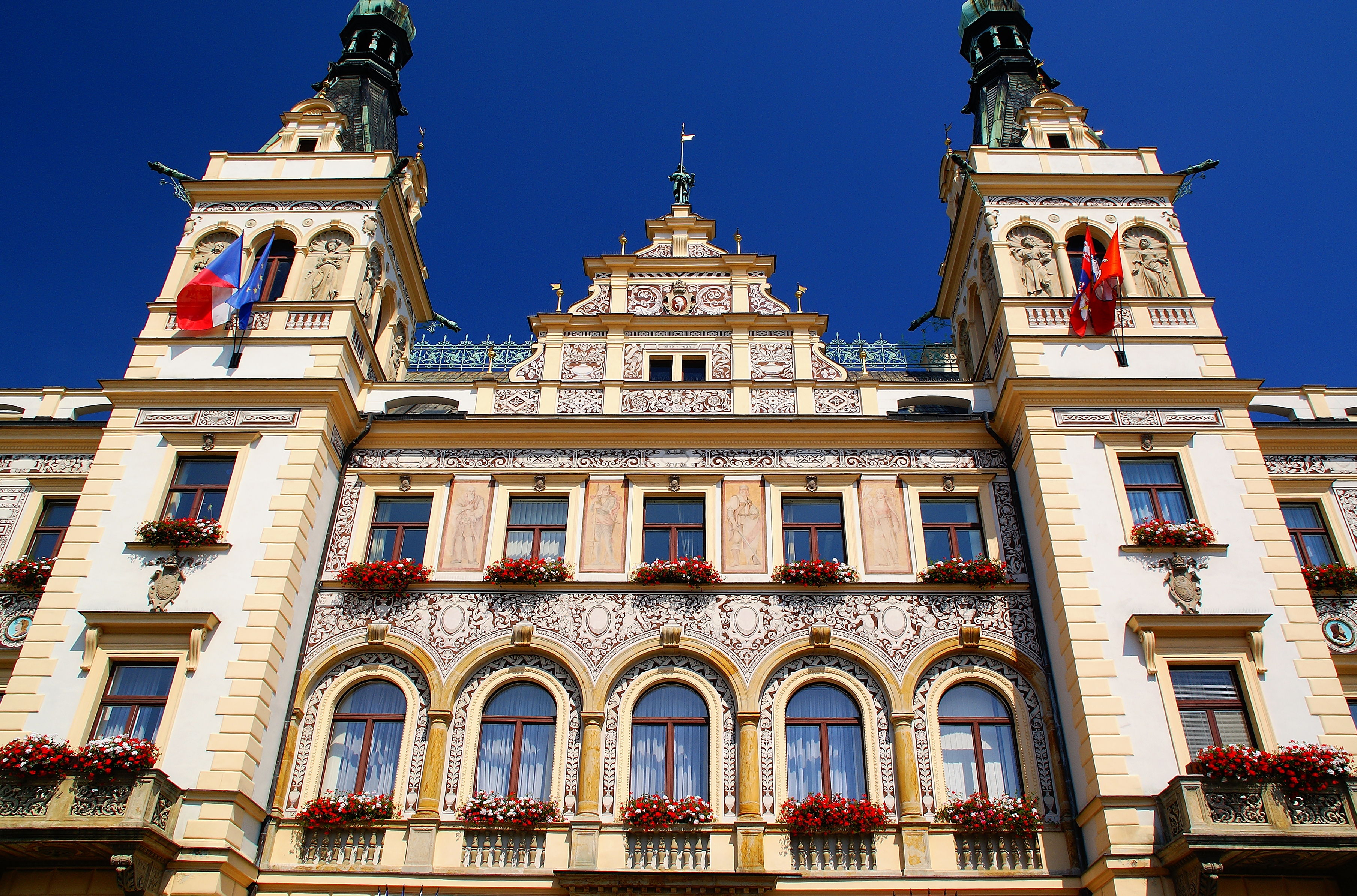
Hlavní průčelí, střední část
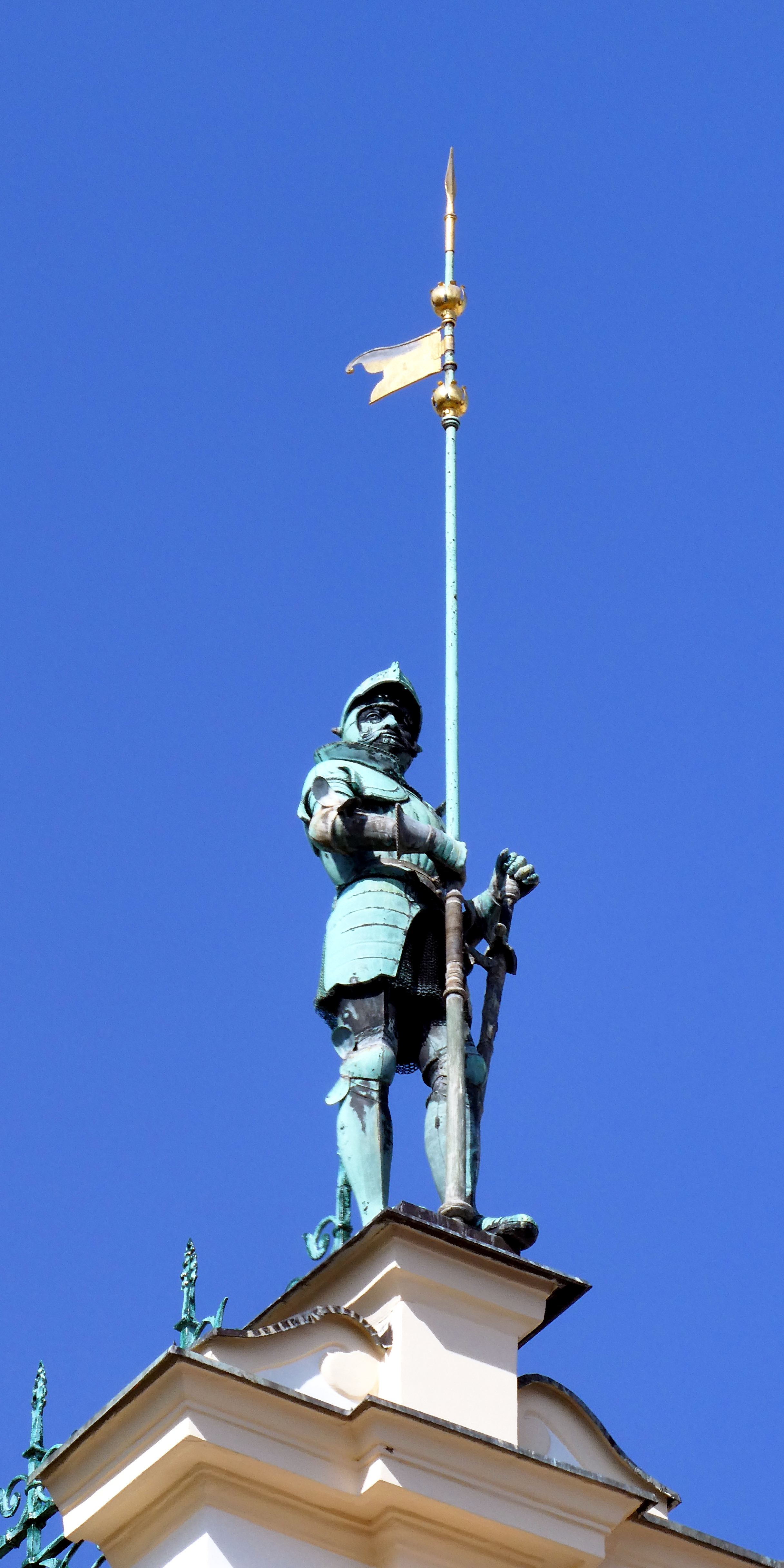
Tepaná socha strážce města, Vojtěcha z Pernštejna